# Kóka
Kóka är en ort i Ungern.   Den ligger i provinsen Pest, i den centrala delen av landet, 40 km öster om huvudstaden Budapest. Kóka ligger 145 meter över havet och antalet invånare är 4 376.
Terrängen runt Kóka är platt, och sluttar österut. Runt Kóka är det ganska tätbefolkat, med 111 invånare per kvadratkilometer. Närmaste större samhälle är Nagykáta, 14,7 km sydost om Kóka. Trakten runt Kóka består till största delen av jordbruksmark.